# Shitao
Shitao (chinois simplifié : 石涛 ; chinois traditionnel : 石濤 ; pinyin : shí tāo ; litt. « flots de pierre », 1641- vers 1719-20), également surnommé moine Courge-amère (chinois : 苦瓜和尚 ; pinyin : kǔguā héshang ; litt. « Moine courge amère » est un artiste peintre chinois de la dynastie Qing. Il fut aussi calligraphe et poète, paysagiste tout en ayant endossé l'habit de moine chán (zen) dans sa jeunesse.
Son œuvre, composée notamment de paysages (山水, shānshuǐ) et de motifs végétaux, exprime avec simplicité des thèmes complexes, comme l'immensité du monde ou la beauté de la vie. Son nom de naissance était Zhū Rùojí (朱若极), et son nom de moine Dàojì (道濟). Il est né en 1642 dans la province de Guangxi et est mort en 1707 à Yangzhou, dans le Jiangsu. Parfois boudé dans les milieux lettrés en Chine, Shitao est célèbre en Occident pour son traité Citations sur la peinture (chinois simplifié : 画语录 ; chinois traditionnel : 畫語錄), généralement appelé en Chine « Citations du moine Courge amère » (chinois : 苦瓜和尚语录 ; pinyin : kǔguā héshang yǔlù) et souvent traduit en français par « Les propos sur la peinture du Moine Citrouille-Amère ». La citrouille amère en question est la margose (Momordica charantia) également traduite par gourde amère ou melon amer, un légume apprécié pour son amertume et ses vertus.

## Biographie
Né dans la période troublée de la fin de la dynastie Ming, de la révolution paysanne de Li Zicheng, puis de l'invasion mandchoue conduisant à la dynastie Qing, Zhu Ruoji (Shitao) est le fils d'un aristocrate, Zhu Hengjia, membre du clan impérial des Ming, qui est assassiné avec tout le reste de sa famille par une faction rivale après le suicide de l'empereur Chongzhen, en 1644. Zhu Ruoji, qui a alors trois ans, est le seul survivant. Il est sauvé par un serviteur qui le confie aux soins des moines bouddhistes du mont Xiang, près de Quanzhou.
C'est là qu'il grandit jusque vers les dix ans. Il est initié à la pensée bouddhiste, et apprend la calligraphie.
En 1651, il quitte le monastère et entame une vie de voyage, accompagné d'un serviteur du nom de Hetao, qui pourrait être celui qui l'a sauvé lors de la mort de ses parents. Il rejoint Wuchang, actuelle Wuhan, dans la province du Hubei, en passant par le Hunan et le Yangzi. Shitao y vivra dix ans. À travers les œuvres de Shitao, on voit qu'il visite tous les environs de la ville. Plus tard, de 1662 à 1664, il est l'élève de Lü'an Benyue, son « maître en pensée chan », à Songjiang. Celui-ci l'envoie ensuite à Xuancheng où Shitao reste 14 ans, de 1666 à 1679. C'est au milieu de ces paysages montagneux qu'il peint quelques-unes de ses œuvres majeures.
En 1679 ou 1680, il va à Nankin. La situation politique s'est stabilisée sous l'influence de la dynastie des Qing, et un nouvel empereur mandchou plus ouvert aux lettrés accède au pouvoir. À Nankin, il fréquente les milieux intellectuels, ce qui donne une nouvelle richesse à son art. Il y peint notamment le rouleau dix mille points méchants, souvent considéré comme son œuvre la plus marquante. Son séjour à Nankin lui apporte la reconnaissance sociale et artistique, bien que les adversaires politiques des Mandchous lui reprochent son allégeance au nouveau pouvoir. Il fait de fréquents voyages à Yangzhou durant cette période.
De 1689 à 1691 ou 1692, il vit à Pékin où il apprend à connaître les classiques chinois. Il y collabore avec d'autres peintres, d'école plus traditionnelle, notamment les Quatre Wang. Il exerce à ce moment-là une influence décisive sur les Huit excentriques de Yangzhou. Il entretient également une correspondance soutenue avec son parent Zhu Da, échangeant lettres et tableaux. Ils collaborent même à distance à la réalisation d'œuvres, l'un envoyant un tableau inachevé à l'autre afin qu'il poursuive le travail. Il semble qu'une grande amitié liait les deux artistes, malgré leur différence d'âge et le fait qu'ils ne se soient sans doute jamais rencontrés.
Devenu un maitre, reconnu par ses pairs, il se retire pourtant dans une simple chaumière près de Yangzhou, où il restera jusqu'à sa mort. Une lettre adressée à Zhu Da donne à penser qu'il pourrait avoir renoncé à sa vocation de moine et avoir fondé une famille. Il vit de ses peintures, de calligraphie et de la conception de jardins. Mais une maladie diminue sa mobilité et l'empêche peu à peu de peindre. Il meurt à Yangzhou vers 1719-20.

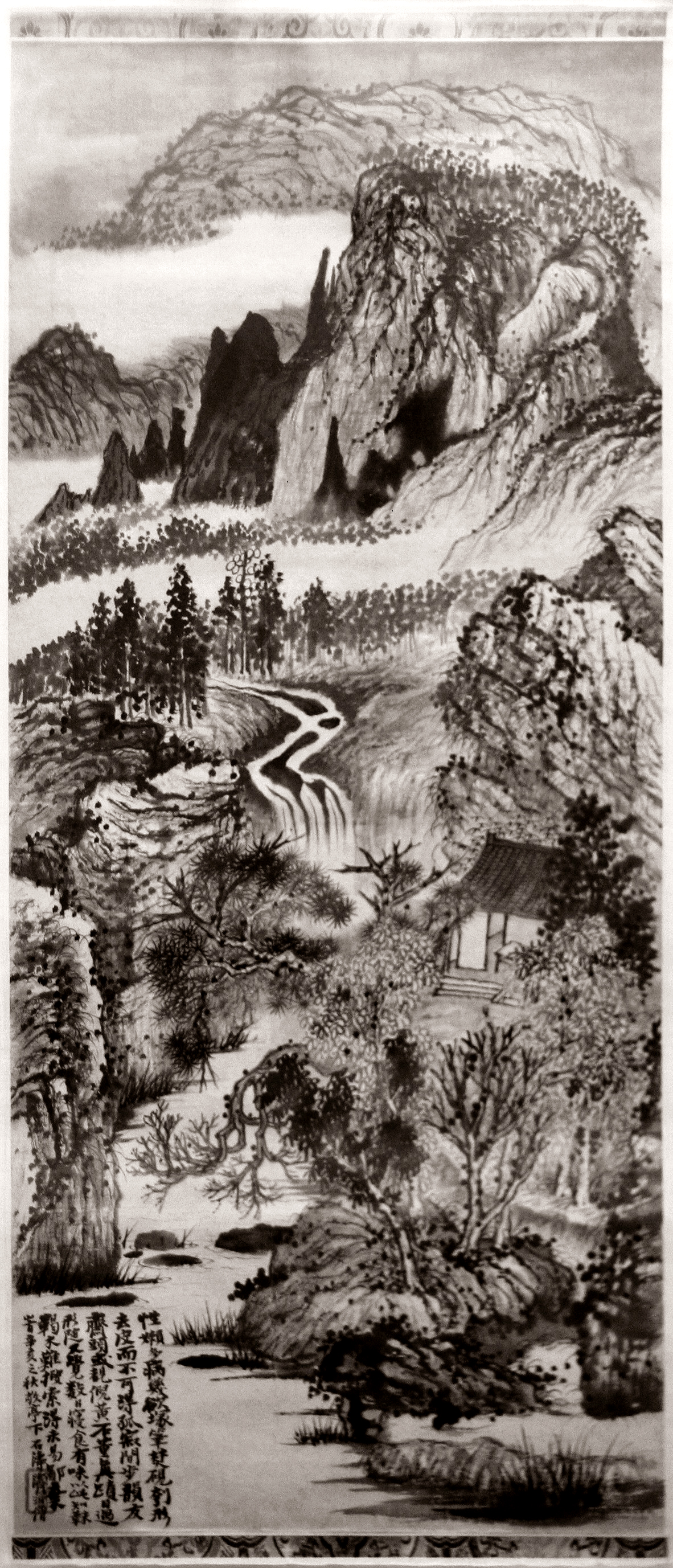
Les Monts Jinting en automne (1671)
Musée Guimet, Paris

## Le style, les moyens picturaux et poétiques
Le style de Shitao est en rupture avec les styles traditionnels avant lui, constitués d'un infini jeu de références. Ses œuvres se caractérisent par une profusion de taches, de hachures et de traits, de formes diverses, restituant l'esprit du lieu dans l'espace pictural par des réalités imaginées qu'il organise — suivant le déplacement attendu du regard — sur le papier souvent mouillé pour jouer de la diffusion de l'encre plus ou moins transparente, parfois légèrement colorée, au contact direct de son motif, ou avec le souvenir encore vivant de celui-ci. Il lui aura fallu au préalable s'imprégner de l'énergie qui s'en dégage, ou du rayonnement qui en émane afin de pouvoir communiquer ce « souffle »  par la peinture.
Les œuvres de Shitao sont réalisées principalement par lavis d'encre de Chine, pure ou diluée (ce qui permet d'obtenir des teintes plus claires), et appliquées à l'aide d'un pinceau à calligraphier chinois. Il ajoute dans certaines œuvres des couleurs légères, suivant une tradition des peintres lettrés, mais toujours peu nombreuses dans un même tableau. Les formes sont obtenues par des traits caractéristiques, ainsi que, pour certaines œuvres, en utilisant une technique basée sur des successions de points  Lorsqu'il laisse le papier blanc, non-peint, pour signifier l'espace vide qui sépare les formes pleines, il suit en cela la tradition chinoise qui va souvent jusqu'à omettre une partie d'une forme pleine pour ne pas en « étouffer le souffle »

## Sujets

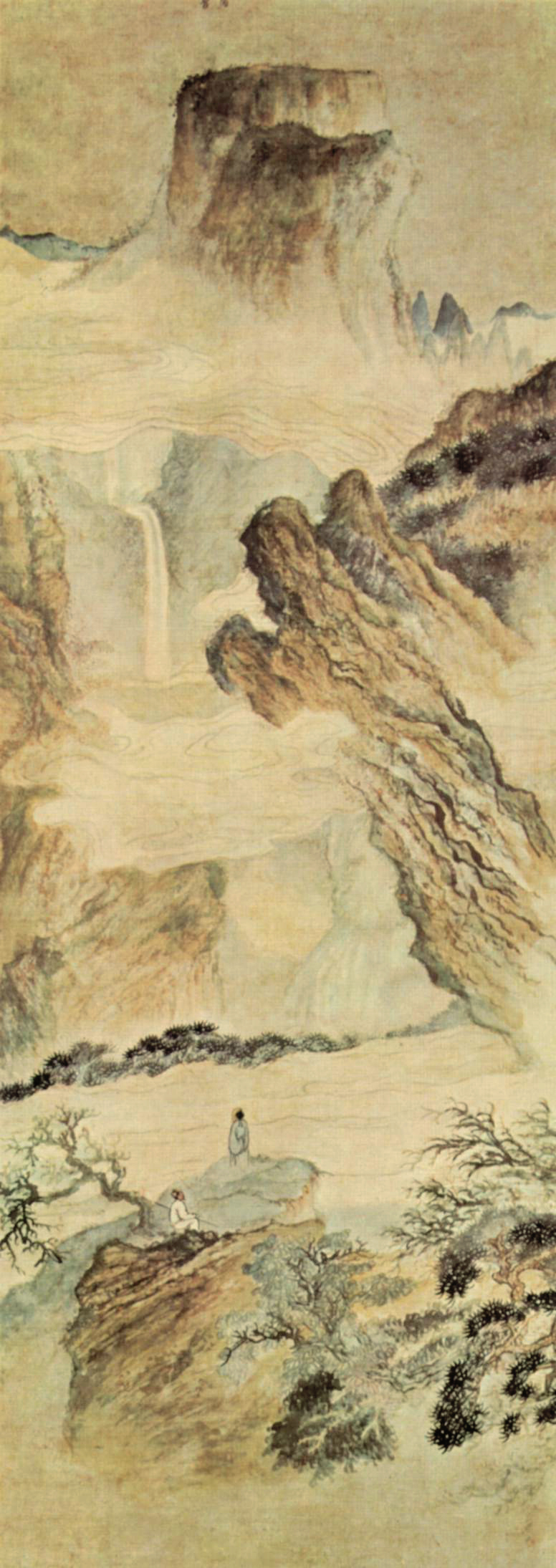
Cascade sur le mont Lu
Collection K. Sumitomo, Oiso (Japan)

L'œuvre de Shitao comporte de nombreux paysages, des sujets végétaux (des bambous, des arbres, quelques fleurs) et des portraits, dont plusieurs autoportraits (il est le premier à le faire dans l'histoire de la peinture chinoise). Les paysages représentent les lieux qu'il a traversé lors des nombreux voyages qui ont marqué sa vie. De plus, dans son œuvre, la peinture et la calligraphie sont le plus souvent intimement liées et on trouve sur ses peintures des idéogrammes commentant le tableau, donnant des indications géographiques ou chronologiques, et fréquemment même des poèmes.
- Les Monts Jinting en automne (1671), rouleau vertical, encre sur papier, 86 × 41,7 cm, Musée Guimet, Paris[9],[10],[11].
- Auprès de la fenêtre étudiant (1681), couleurs sur papier, rouleau vertical, 2 001 × 69 cm, Musée de Shanghaï[12]
- Dix mille points méchants (1685), partie droite d'un rouleau portatif, encre sur papier, longueur totale  25,6 × 225 cm, Suzhou Museum?
- Printemps sur la rivière Min (1697), rouleau portatif, encre et couleurs légères sur papier, 39 × 52 cm, Cleveland Museum of Art (Ohio).
- Rive aux fleurs de pêchers, encre et couleurs sur papier, 28 × 21,8 cm, Metropolitan Museum NY.
- Souvenirs de la rivière Qinhuai, feuille d'album de huit pages, encre et couleurs sur papier, Cleveland Museum of Art
- La Cascade de Mingxianquan et le mont Hutouyan. Rouleau portatif, encre et couleur sur papier, 20 × 26 cm. Sen-oku Hakuko Kan (Sumitomo Collection), Kyoto
- Cascade sur le mont Lu, rouleau portatif, encre et couleurs sur soie, 209,7 × 62,2 cm, Collection K. Sumitomo, Oiso (Japan)
- Sur l'étang aux lotus, 46 × 77,8 cm, Canton Museum of Art
- Le Pavillon du pin près d'une source, Musée de Shanghai
- Illustrations dans l'esprit des poèmes de Tao Yuanming, Cité Interdite, Pékin

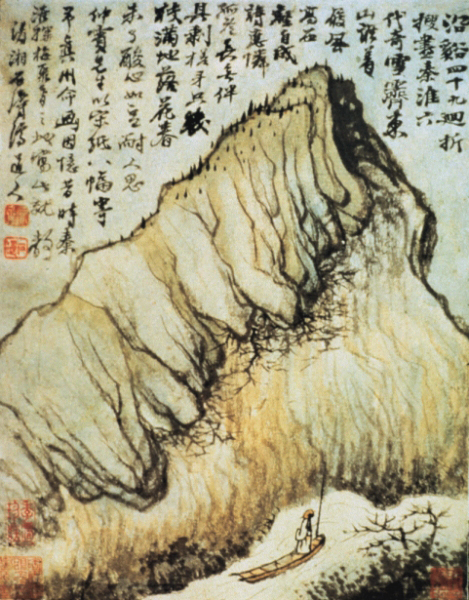
Souvenirs de la rivière Qinhuai Cleveland Museum of Art
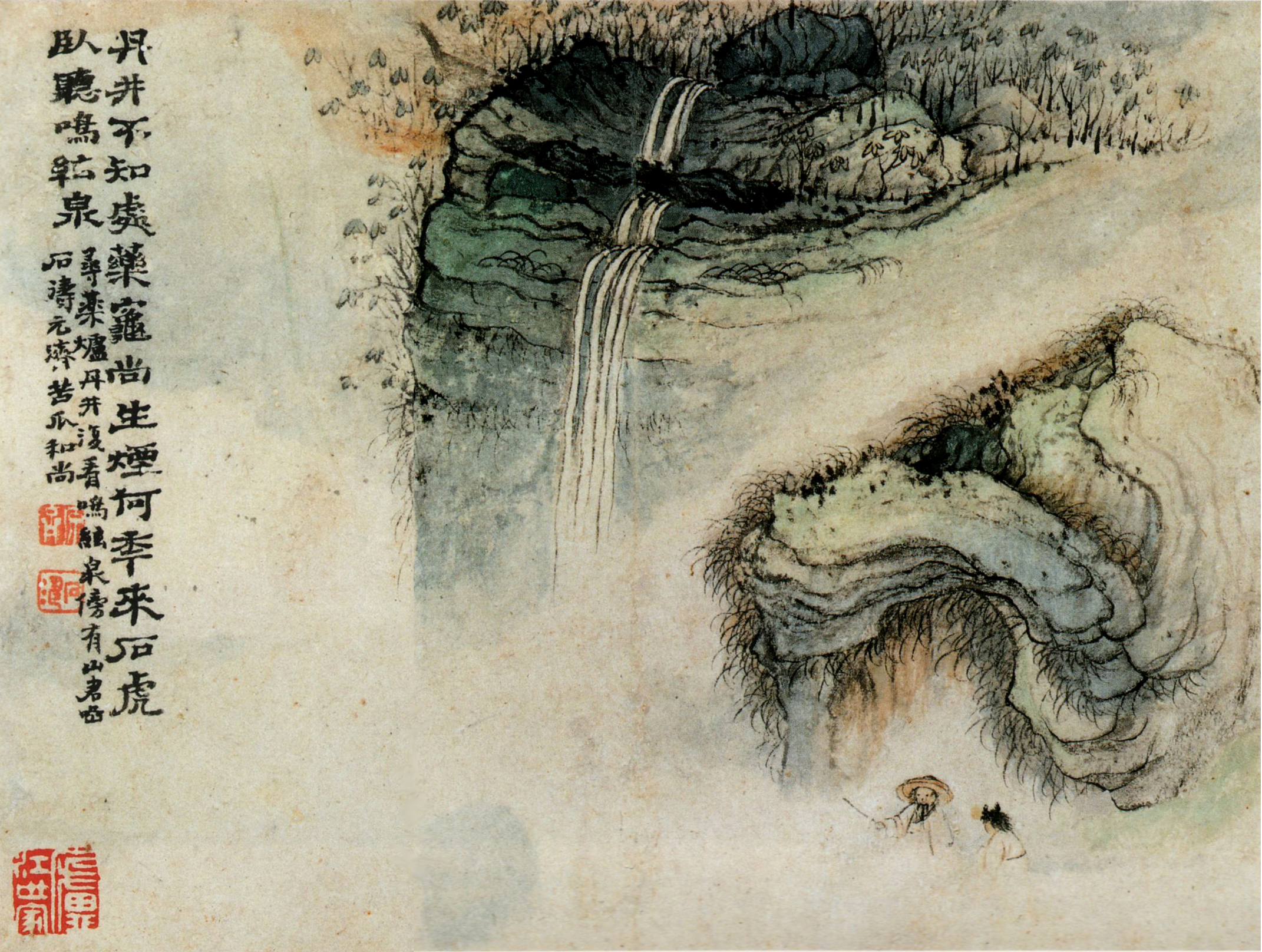
La Cascade de Mingxianquan et le mont Hutouyan Sen-oku Hakuko Kan (Sumitomo Collection), Kyoto.
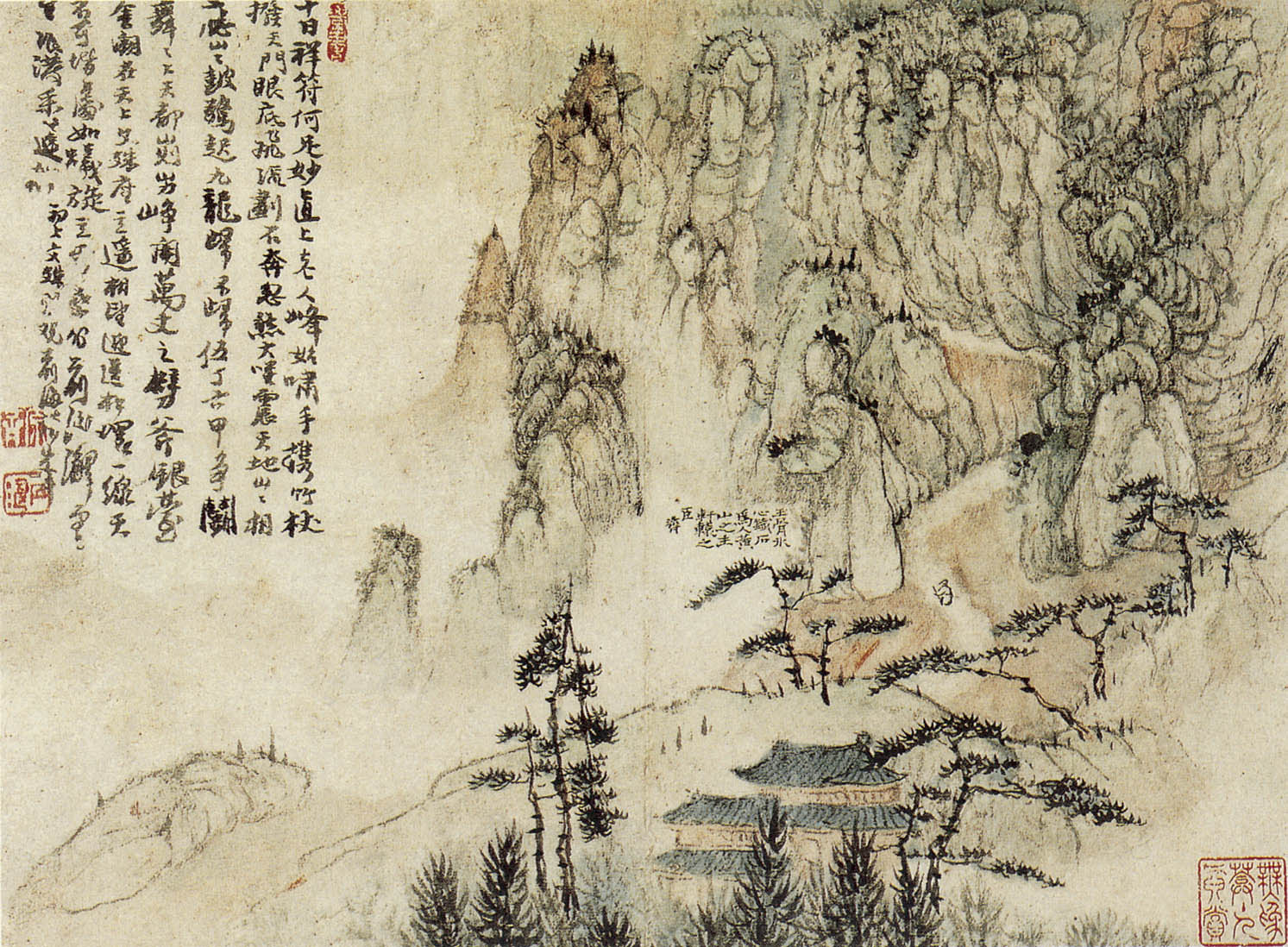
Sur le mont Huangshan
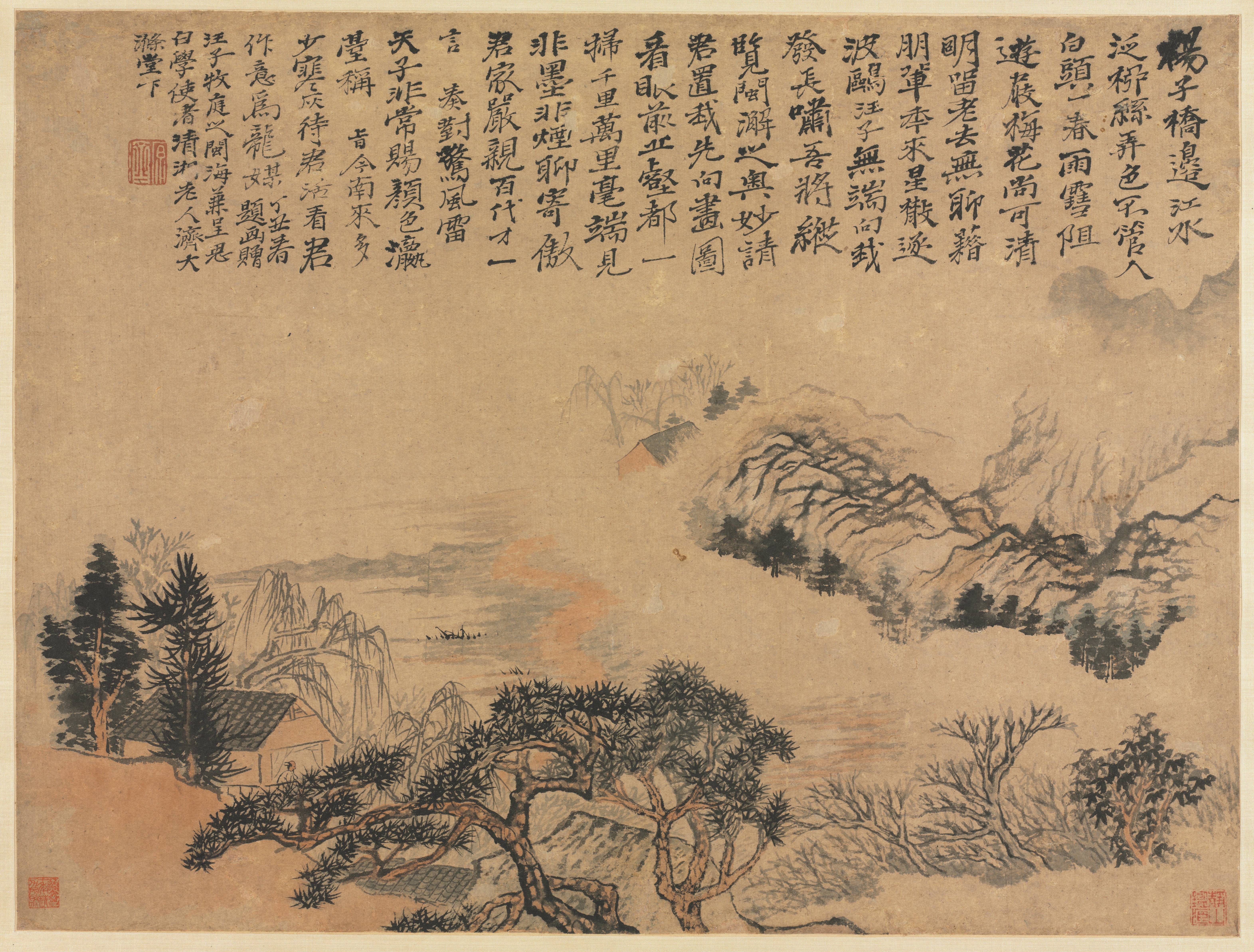
Printemps sur la rivière Min (1697) Cleveland Museum of Art

## «Les propos sur la peinture du Moine Citrouille-Amère»

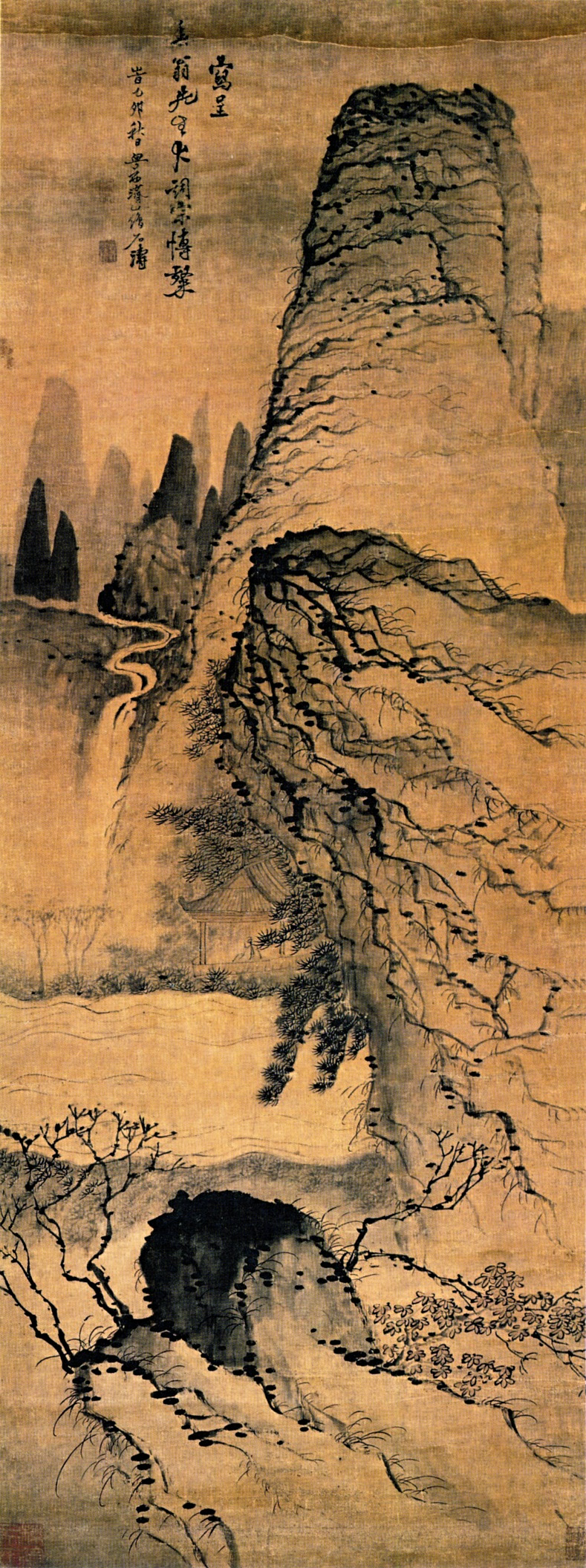
Le Pavillon du pin près d'une source
Musée de Shanghai.

Ce traité de peinture écrit par Shitao est considéré comme l'un des plus fondamentaux de l'histoire de la peinture chinoise. Sa date d'édition n'est pas connue. L'essentiel du contenu de ce texte se retrouve dans un autre texte de Shitao récemment retrouvé : « Manuel de Peinture », édité en 1710. Rien ne permet actuellement de savoir quelle est la première version. Mais « Les propos... » semblent avoir été composés au cours des dernières années de Shitao à Yangzhou, au début du XVIIIe siècle donc.
Cet ouvrage se distingue des autres livres traitant de thèmes similaires écrits à la même époque par deux particularités essentielles. Là où les autres ouvrages exposent leur propos par un ensemble d'aphorismes ayant pour but de connaitre par déduction la pensée de l'auteur, l'ouvrage de Shitao est synthétique et expose explicitement la pensée de son auteur. La seconde différence est que Shitao a centré son propos sur l'aspect philosophique de la peinture, à l'exclusion de toute considération technique ou esthétique.
L'idée fondamentale, exposée par Shitao, est celle du rôle primordial de l'« Unique trait de pinceau ». Cette idée, issue de la pensée taoïste et du bouddhisme-chan, veut que l'unique trait de pinceau soit à l'origine de toute peinture et qu'il en soit en quelque sorte la quintessence.

## Influences
Le style novateur de Shitao s'inscrit pour une large part dans la tradition des peintres « excentriques ». Il reconnaissait en un autre « excentrique », Zhu Da, son maître. Ils étaient contemporains et parents, et on conserve encore leur abondante correspondance. Par ailleurs Shitao se réfère, dans Monts Jingting en automne, à Ni Zan (Ni Tsan) et Huang Gongwang, deux peintres lettrés de la Dynastie Yuan (1279 — 1368).
Lors de son séjour à Nankin, à partir de 1680, son succès se répand jusqu'à Yangzhou, où il se rend en personne. Son esprit libre a eu une grande influence sur les peintres indépendants et contestataires de cette ville : les Huit excentriques de Yangzhou,.
Shitao a influencé de nombreux autres artistes au fil du temps :
- Chen Shizeng (en) (1876-1923) ;
- Zhu Qizhan (en) (1892-1996) ;
- Liu Haisu (1896-1994) ;
- Fu Baoshi (1904-1965) ;
- Li Keran (1907-1989).